# Goce Sedloski
Goce Sedloski (Golemo Konjari, 1974. április 10. –) macedón válogatott labdarúgó.

## Nemzeti válogatott
A macedón válogatottban 100 mérkőzést játszott, melyeken 8 gólt szerzett.

## Statisztika
| Macedón válogatott | Macedón válogatott | Macedón válogatott |
| Időszak            | Mérk.              | gól                |
| ------------------ | ------------------ | ------------------ |
| 1996               | 7                  | 0                  |
| 1997               | 6                  | 0                  |
| 1998               | 5                  | 0                  |
| 1999               | 3                  | 0                  |
| 2000               | 7                  | 0                  |
| 2001               | 5                  | 0                  |
| 2002               | 7                  | 1                  |
| 2003               | 9                  | 2                  |
| 2004               | 9                  | 1                  |
| 2005               | 7                  | 0                  |
| 2006               | 8                  | 1                  |
| 2007               | 8                  | 2                  |
| 2008               | 7                  | 0                  |
| 2009               | 10                 | 1                  |
| 2010               | 2                  | 0                  |
| Összesen           | 100                | 8                  |